# Лафосс, Жак Матюрен
Жак Матюрен Лафосс (фр. Jacques Mathurin Lafosse; 1757—1824) — французский военный деятель, бригадный генерал (1811 год), барон (1808 год), участник революционных и наполеоновских войн.

## Биография
Начал военную службу 11 декабря 1775 года в пехотном полку Прованса. 23 октября 1791 года зачислен во 2-й батальон волонтёров Финистера. Данный батальон сперва стал частью 9-й боевой полубригады, затем 105-й полубригады линейной пехоты. 5 марта 1792 года был избран сослуживцами капитаном, и с 14 сентября 1793 года командовал ротой фузилёров. Храбро сражался с 1792 года по 1801 год в рядах Северной, Арденнской, Самбро-Маасской, Майнцской, Гельветической и Итальянской армий, и был отмечен в нескольких боях. Особенно Лафосс отличился 28 августа 1793 года, когда сумел отбить потерянную пушку. В тот же день 2-й батальон Финистера был разбит неприятелем и отступал в беспорядке; Лафосс схватил знамя, пошёл вперёд и способствовал своим бесстрашием, сплочению батальона и правильному отступлению.
С 20 апреля 1799 года командовал гренадерской ротой. 15 августа 1799 года в сражении при Нови был ранен в левый бок. 7 сентября прямо на поле боя был произведён генералом Моро в командиры батальона. В 1802 году служил в наблюдательном корпусе Жиронды, в 1803 году был переведён в лагерь под Байонной. 22 декабря 1803 года произведён в майоры, и стал заместителем командира 44-го полка линейной пехоты.
Участвовал в операциях Великой Армии в Австрии, Пруссии и Польше с 1805 по 1807 год. 20 ноября 1806 года возглавил 2-й временный пехотный полк в Майнце. Получил звание полковника 44-го линейного полка 4 февраля 1807 года. В составе дивизии Дежардена принял участие в кровавом сражении при Эйлау. После расформирования дивизии, участвовал в осаде Данцига. Вечером 20 мая противник предпринял вылазку, французы были отброшены из траншей, после чего пруссаки начали разрушать осадные сооружения; Лафосс сумел сплотить войска и вернуть их в бой, враг был отброшен, а сам полковник получил сквозное ранение в правое плечо.
В 1808 году отправился в Испанию в составе 1-й пехотной дивизии 3-го армейского корпуса и дал новые доказательства храбрости при Лериде 28 октября того же года и в битве при Сигуэнсе 29 ноября 1809 года. Он служил в Каталонии и Арагоне до начала 1813 года, отличился в осадах Сарагосы и Тортосы, и Император повысил его до звания бригадного генерала 6 июля 1811 года.
5 февраля 1813 года вернулся во Францию на излечение. С 1 августа 1813 года снова был в Испании. Кампанию 1814 года провёл на южных рубежах Франции в составе 3-й пехотной дивизии Лионской армии. После реставрации Бурбонов оставался без служебного назначения.
По возвращении Императора, с 14 апреля 1815 года занимался организацией Национальной гвардии 16-го военного округа. 6 октября 1815 года вышел в отставку.

## Воинские звания
- Капрал (16 июня 1781 года);
- Сержант (23 октября 1782 года);
- Старший сержант (15 сентября 1786 года);
- Капитан штаба (5 марта 1792 года);
- Командир батальона (7 сентября 1799 года, утверждён 2 мая 1800 года);
- Майор (22 декабря 1803 года);
- Полковник (4 февраля 1807 года);
- Бригадный генерал (6 июля 1811 года).

## Титулы
- Барон Лафосс и Империи (фр. baron Lafosse et de l'Empire; декрет от 19 марта 1808 года, патент подтверждён 24 июня 1808 года)[1].

## Награды
Легионер ордена Почётного легиона (25 марта 1804 года)
 Офицер ордена Почётного легиона (30 мая 1807 года)
 Кавалер военного ордена Святого Людовика (17 января 1815 года)